# Côte des Havres

Karte vom Côte des Havres.

Die Côte des Havres (französisch für „Küste der Naturhäfen“) ist ein Teil der Westküste der Halbinsel Cotentin, die sich vom Kap von Carteret (an der Côte des Isles) bis zum Kap von Granville erstreckt.

## Vorstellung der Küste
Diese Küste besteht aus acht Naturhäfen (französisch havres), die die folgenden Merkmale aufweisen:
- die Küste liegt niedrig, es sind Strände aus Sand, die Dünenkette ist kaum ausgeprägt
- es sind Flüsse, dessen Volumenstrom groß genug ist, damit das Wasser durch die Dünen fließen kann
- an der Küste ist eine Meeresströmung vorhanden, deren Richtung konstant ist, die die Bildung von sandigen Spitzen ermöglicht. Diese sandigen Landspitzen schließen teilweise die "Havres".

Innerhalb der "Havres" entwickeln sich Salzwiesen.
Die "Côte des havres" enthält:
- Havre von Carteret
- Havre von Portbail,
- Havre von Surville,
- Havre von Saint-Germain-sur-Ay,
- Havre von Geffosses,
- Havre von Blainville-sur-Mer,
- Havre von Regnéville-sur-Mer,
- Havre von la Vanlée (Bricqueville-sur-Mer).

Die Dünenkette ist durch der vom Meer und vom Wind beförderte Sand gebildet. Der Sand kam durch die Erosion der Felsküste, das Splittern der Muschelschalen, und die von den Flüssen beförderten Sedimente zustande.
Dieser Sand weist einen hohen Kalkgehalt auf.
Hinter der Küste wird Gemüse (culture maraîchère) großflächig angebaut.